# Gancourt-Saint-Étienne
Gancourt-Saint-Étienne é uma comuna francesa na região administrativa da Normandia, no departamento de Sena Marítimo. Estende-se por uma área de 12,24 km². Em 2010 a comuna tinha 236 habitantes (densidade: 19,3 hab./km²).